# Kepler-60c
Kepler-60c es uno de los tres planetas extrasolares que orbitan la estrella Kepler-60. Fue descubierta por el método de tránsito astronómico en el año 2012. 